# Universul Elitelor
Seria Uplift (sau Universul Elitelor) (titlu original Uplift Universe) este un univers fictiv creat de David Brin. O caracteristică centrală în acest univers este procesul de înălțare/ridicare biologică. 
Ridicarea biologică în science-fiction este procesul de transformare al unor animale într-o rasă inteligentă, proces care nu se realizează natural ca urmare a evoluției, ci artificial, prin intervenția unei alte rase deja inteligentă.

## Conținutul seriei
Cărțile a căror acțiune se petrece în acest univers sunt:
- Sundiver (1980) - ro. Exploratorii Soarelui
- Startide Rising (1983) - ro. Maree stelară

- a câștigat premiul Nebula în 1983, Hugo și Locus în 1984
- The Uplift War (1987) - ro. Războiul elitelor

- nominalizat la premiul Nebula în 1987, a câștigat premiul Hugo și Locus în 1988
Trilogia Elitelor
- Brightness Reef (1995)

- nominalizat la premiul Hugo și Locus în 1996
- Infinity's Shore (1996)
- Heaven's Reach (1998)

Mai există o povestire, "Aficionado", intitulată inițial "Life in the Extreme" și publicată în 1998, care servește ca preludiu al întregii serii (și reprezintă o parte din Existence, o operă a lui Brin care n-are legătură cu acest univers), precum și o nuvelă, "Temptation", publicată în 1999 în Far Horizons, care continuă acțiunea după Heaven's Reach. Brin a mai scris și Contacting Aliens: An Illustrated Guide To David Brin's Uplift Universe, un ghid al întregii serii.
Autorul mai are în plan cel puțin o carte din seria Elitelor, deoarece Brin a declarat despre Temptation că „va reprezenta elementul central al următorul roman din seria Elitelor... și va răspunde unor probleme nerezolvate din Heaven's Reach”.
GURPS Uplift este sursa unui joc de rol science fiction bazat pe Universul Elitelor. Ea include câteva evenimente petrecute în Jijo după cele narate în Heaven's Reach.

## Intriga și teme majore
Ecologia și gestionarea diversității genetice reprezintă temele majore ale cărților seriei Elitelor, alături de ortodoxia religioasă și comportamentul societăților statice.
Prima carte a seriei, Exploratorii Soarelui (1980), este în esență un roman polițist și prezintă evenimente care au loc la doar câteva decenii de la primul contact al omenirii cu Cele Cinci Galaxii. În această poveste, omenirea descoperă locuitorii soarelui și un complot împotriva unei rase conducătoare, fiind singurul roman care implică direct Pământul.
A doua carte, Maree stelară (1983), prezintă evenimente care au loc peste secole. Ea urmărește nava spațială amfibie pământeană Streaker (condusă de delfini și de patronii lor umani), care descoperă o flotă abandonată despre care se crede că ar fi aparținut Progenitorilor.
Acțiunea celei de-a treia cărți, Războiul elitelor (1987), se petrece aproximativ în aceeași perioadă ca și cea din Maree stelară, dar în altă parte a galaxiei. Un război interplanetar, stârnit de evenimentele relatate în Maree stelară, duce la o invazie reușită a coloniei pământene de pe planeta Garth, populată cu neo-cimpanzei.
În 1995 a apărut Brightness Reef, prima carte dintr-o nouă trilogie care mai cuprinde romanele Infinity's Shore și Heaven's Reach. Trilogia îi urmărește pe supraviețuitorii de pe Streaker și contactul pe care aceștia îl stabilesc cu o planetă ascunsă care a fost locuită de șase rase.
Povestirea "Aficionado" prezintă primele zile ale programului elitist al omenirii de dinainte de Contact. 
Nuvela Temptation relatează ce s-a întâmplat cu unele dintre personajele trilogiei după terminarea poveștii principale.

## Cadru
În universul Elitelor există de miliarde de ani o civilizație galactică numită Cinci Galaxii, care cuprinde o multitudine de rase inteligente. Această civilizație este perpetuată de actul ridicării biologice, în care o specie „patron” modifică genetic un „client” până îl aduce la stadiul de specie inteligentă. În general, specia client devine servitoarea speciei patron pentru o perioadă de 100.000 de ani. Speciile patron capătă un statut social ridiat, iar patronii și clienții se unesc deseori în clanuri puternice. Statutul de patron poate fi pierdut în urma exterminării sau a unor fărădelegi majore comise împotriva civilizației galactice.
În acest univers se acceptat pe scară largă că procesul ridicării biologice a fost inițiat cu cel puțin un miliard de ani în urmă de către o specie cunoscută ca Progenitori. Omenirea reprezintă o anomalie rară - o specie care, aparent, nu are o rasă patron. Problema dacă omenirea chiar a evoluat independent sau a fost abandonată în mod criminal de către un patron necunoscut în primele stadii ale ridicării sale biologice este subiectul unor dezbateri aprinse. Majoritatea oamenilor se consideră o specie lup care a devenit inteligentă prin evoluție naturală, fără manipulări genetice realizate de o specie patron. Această credință este considerată eretică și ridicolă de majoritatea civilizației galactice și a determinat majoritatea puterilor galactice să devină dușmanele Clanului Pământ. Faptul că omenirea ridicase deja biologic două rase (cimpanzeii și delfinii) la momentul întâlnirii cu civilizația galactică i-a acordat statutul de patron, acesta constituind unul dintre puținele avantaje ale omenirii în poziția sa dificilă de paria a civilizației galactice. Astfel, omenirea a fost salvată de la aservirea către o rasă patron care fi adoptat-o forțat, sau de la exterminarea provocată de distrugerile ambientale săvârșite pe Pământ și în cadrul speciilor native ale acestuia.
Omenirea și clienții săi sunt cunoscuți sub denumirea Clanul Pământ. În universul Elitelor, omenirea nu este o specie dominantă sau avansată tehnologic - ea se află la secole sau chiar milenii în spatele marilor puteri galactice și are câțiva dușmani capabili să o extermine.
Civilizația celor Cinci Galaxii posedă câteva Institute, birocrații care reglementează raporturile dintre specii și procesul ridicării biologice. Unul dintre cele mai semnificative dintre ele este Institutul Bibliotecii, în care se păstrează toate cunoștințele. Omenirea se mândrește cu faptul că folosește Biblioteca cât mai puțin posibil, considerând că, astfel, își pot afirma independența și exprima creativitatea, lucru care le oferă uneori oportunitatea găsirii unor soluții care surprind rasele mai puternice. De exemplu, în loc să apeleze la proiectele de nave spațiale perefecționate disponibile în Bibliotecă, omenirea preferă să dezvolte propriile proiecte de nave, chiar dacă acestea se dovedesc net inferioare.
Institutul Migrației determină ce planete pot fi colonizate și în ce condiții ambientale, pentru a permite raselor să evolueze până ating stadiul de la care pot fi ridicate biologic. Institutul asigură și separarea organismelor inteligente care respiră hidrogen de cele care respiră oxigen. Alte institute intergalactice se ocupă cu ridicarea biologică a raselor inteligente, cu navigația, războiul, etc. Birocrații sunt recrutați din rândul tuturor raselor, dar se așteaptă de la ei să pună interesul institutului înaintea celui al rasei căreia îi aparțin și să mențină o neutralitate strictă; totuși, acest deziderat nu este atins întotdeauna.
Civilizația celor Cinci Galaxii este formată din specii care respiră oxigen. Ea este conștientă de - dar în mod tradițional interacținează rar cu - alte ordine de viață inteligentă, care includ cele pe bază de hidrogen, transcendente, mecanice, memetice și cuantice. De asemenea, se pare că mai există și ordine de viață ipotetice.

### Tehnologie
Omenirea și clienții săi consideră creativitatea ca fiind un lucru necesar, în timp ce majoritatea celorlalte rase sunt de părere că tot ceea ce este folositor a fost descoperit deja, astfel încât e mai eficient să se caute în Biblioteca Galactică tot ceea ce este nevoie. Clanul Pământ este considerat ciudat și pentru folosirea tehnologiei arhaice pe lângă cea galactică mult mai avansată, sau pentru alegerea unor tehnologii primitive pe care le înțeleg în fața unora mult mai avansate pe care nu le înțeleg.

### Comportament social
Majoritatea „clanurilor” galactice sunt feudale, bazându-se pe exploatare și punând un accent deosebit pe etichetă, în special pe comportamentul deferent al membrilor raselor „subordonate” față de membrii raselor „superioare”. Din acest motiv, ele consideră limbajul informal al Clanurilor Pământ ca fiind insultător, iar tratamentul egalitarist oferit de oameni clienților lor neo-cimpanzei și neo-delifini ca fiind prostesc.

### Planete
Dintre miile de planete locuite, următoarele sunt prezentate în cărțile seriei:
- Calafia: lume acvatică locuită de oameni și neo-delfini, ocupată în prezent de rasa Soro.
- Cathrhennlin; lume universitară a rasei Tymbrimi.
- Deemi: lume cedată oamenilor cu condiția să conducă închisoarea galactică. Este scăldată în radiație ultravioletă, iar mare parte a biosferei sale e acvatică.
- Garth: cadrul principal al romanului Războiul elitelor, care descrie invadarea sa de către rasa Gubru. Planeta este cedată Clanului Pământ după devastarea ecologiei sale de către specia Bururalli, fiind locuită de oameni și neo-cimpanzei. Ea orbitează în jurul stelei Gimelhai, iar orașul principal este Port Helenia.
- Horst: lume distrusă oferită omenirii cu 6 generații înainte de criza Streaker, este ocupată de primitiviști.
- Jijo: cadrul principal al trilogiei Elitelor, este o planetă care orbitează în jurul unei stele de carbon din Galaxia 4, locuită ilegal de refugiați din zece specii: oameni, cimpanzei, delfini, Hoon, G'Kek, Urs, Traeki, Glaver, Qheuen și Tytlal.
- Jophekka: lumea de baștină a rasei Jophur.
- Juthtath: lume aparținând speciei Tymbrimi.
- Kazzkark: planetă minoră pe care o bază importantă a Institutului Navigației adună date din e-Spațiu.
- Kithrup: cadrul principal al romanului Maree stelară, unde se refugiază echipajul navei Streaker. Este o lume acvatică bogată în metale care orbitează în jurul stelei Kthsemenee, fiind locuită de o rasă pre-inteligentă numită Kiqui și servind ca loc de recuperare pentru psionicii Karrank%.
- NuDawn: colonie pre-Contact pe care un incident cu un inspector Hoon provoacă masacrarea coloniștilor de către specia Jophur.
- Oakka: lume „verde-verde”, cu aerul dificil de respirat. Aici a funcționat o vreme o ramură a Bibliotecii care s-a dovedit ulterior a fi coruptă.
- Omnivarium: lume locuită de păsări care imită orice sunet.
- Tanith: locul celei mai apropiate de Terra ramuri a Bibliotecii Galactice.
- Urchachka: planetă extrem de uscată, locul de baștină al rasei Urs.
- Shokodo: colonie pre-Contact acoperită de zăpadă pe toată durata anului.

## Specii pământene și extraterestre

### Clanul Pământ
Aceasta este denumirea sub care sunt cunoscuți oamenii și clienții lor. Deoarece nu au patron cunoscut și doi clienți (confirmați), oamenii sunt cunoscuți în mod formal ca „a-Om ul-Cimpanzeu ul-Delfin”. Devenind patroni înainte de Contact fără a cunoaște implicațiile acestui lucru, oamenii s-au salvat de la a deveni clienții unei rase mai vechi care i-ar fi descoperit.
Oameni
Oamenii din universul Elitelor sunt similari celor din ziua de astăzi. Tehnologiile augmentative avansate există, dar sunt prea scumpe sau dezagreate de către societate pentru a cunoaște o răspândire pe scară largă. Așa se face că, deși există cibernetică, inginerie genetică avansată, precum și alte tehnologii capabile să creeze trans-oameni, puține persoane apelează la ele.
Neo-Cimpanzei
Cimpanzeii sunt primii clienți ai oamenilor și cei mai „compleți”, în sensul că sunt cei mai apropiați de adevărata inteligență. Sunt clienți de Nivelul 2, dar sunt aproape să atingă Nivelul 3 la data la care rasa Gubru invadează planeta Garth. Neo-Cimpanzeilor le place muzica, în special cea de percuție. Sunt deranjați de situațiile care le amintesc de statutul lor anterior de „animale deștepte”, mai ales când vine vorba despre nuditate, cățărarea în copaci și pierderea abikității de a vorbi în condiții de stres.
Neo-Delfini
Delfinii sunt cei de-ai doilea clienți ai oamenilor, cărora originea acvatică le conferă instincte excelente pentru manevre 3-D, făncându-i unii dintre cei mai buni piloți din cele Cinci Galaxii. Importanța lor se vede și în războaiele planetare, deoarece majoritatea Galacticilor nu sunt conștienți de potențialul strategic al apei. Neo-Delfinii sunt clienți de Nivelul 2, se află la un stadiu timpuriu de ridicare biologică. Există unele probleme cu acest proces în cazul lor: n-a fost încă determinat amestecul genetic optim pentru ei (unele amestecuri devin periculoase pentru cei din jur în condiții de stres), există diferențe semnificative între membrii tineri și cei vârstnici (pentru ultimii, vorbirea este un proces mult mai dificil) și se confruntă cu comportamente înnăscute (de genul celor care-i determină să eșueze pe plaje).
Neo-Gorile
Gorilele se aflau la un stadiu incipient de ridicare biologică în momentul în care Institutul Galactic le-a ordonat oamenilor să înceteze procesul, deoarece se temea că omenirea nu poate administra simultan atât de multe proiecte de ridicare biologică. Unii oameni au continuat proiectul pe micuța lume-clonie Garth. Neo-Gorilele au o oarecare înțelegere a faptului că sunt ridicate biologic și aleg ca patron specia Thennanin. Gestul are o mare importanță politică, deoarece specia Thennanin este o putere militară majoră, iar alegerea Neo-Gorilelor o transformă din dușman în aliat al Clanului Pământ.
Neo-câini
Câinii au fost menționați în câteva cărți ca posibili clienți ai oamenilor, dar adopția lor finală n-a fost confirmată.

### Specii extraterestre
Referirea formală la numele unei specii include toți patronii și clienții supraviețuitori ai acesteia. Prefixul „ul-” indică un client și este o abreviere a termenului UpLifted (ridicat biologic). Prefixul „ab-” indică rasa patron și este un acronim pentru Aided-By (ajutat de). Mai există și alte prefixe, cum ar fi de exemplu "zor-", care reprezintă un fost patron în cazul în care clientul alege să schimbe patronul.
Există foarte multe rase extraterestre în universul Elitelor, cele mai importante în cadrul seriei fiind următoarele:
- Acceptor (ab-Tandu-ab-Nght6)- specie dependentă de inputurile senzoriale
- Bururalli (ab-Nahalli) - carnivore cărora, după obținerea independenței față de specia patron, li s-a oferit planeta Garth. După câteva sute de ani au exterminat toate formele superioare de viață de pe planetă și au revenit la o stare pre-ridicare biologică. Au adus planeta în pragul colapsului și au fost exterminate de Galactici.
- G'Kek (ab-Drooli) - prima dintre cele șapte rase stabilite ilegal pe planeta Jijo, dispărută din restul galaxiei în urma unei campanii de persecuție.
- Hoon (ab-Guthatsa-ul-Rousit) - rasă de birocrați din care un grup (ascultând sfatul unui oracol) se desprinde și se ascunde pe Jijo pentru a redescoperi ceva ce îi fusese luat de către patroni. Membrii ei au reputația de a gândi profund, încet, au o cultură sentimentală și tradiționalistă și sunt greu de enervat.
- Jophur (ab-Poa) - la origine traeki pacifiști (cu literă mică), este o rasă formată din 'inele' individuale semi-inteligente care se unesc pentru a forma o entitate inteligentă și non-individuală. O inovație a adus în mijlocul ei conceptul de „Eu”, transformând traekii în Jophur (cu literă mare).
- Kanten (ab-Linten-ab-Siqul-ul-Nish) - specie apropiată omenirii, care se implică în proiectul Exploratorii Soarelui.
- Nahalli (ul-Bururalli) - rasă care i-a ridicat biologic pe Bururalli. După ce aceștia au devenit intedependenți și au distrus planeta Garth, au fost reduși la stadiul de clienți ai speciei Thennanin.
- Pila (ab-Kisa-ab-Soro-ab-Hul-ab-Puber-ul-Pring) - specie a cărei onoare este compromisă de încercarea directorului filialei pământene a Institutului Bibliotecii Galactice de a compromite proiectul „Exploratorii Soarelui”.
- Pring (ab-Pila-ab-Kisa-ab-Soro-ab-Hul-ab-Puber) - client al rasei Pila care complotează pentru a scăpa de sub tutela acesteia.
- Qheuen (ab-Zhosh) - a treia specie exilată care ajunge pe Jijo, este o rasă amfibie cu trei caste al căror nume este dat de culoarea carapacei (roșu, albastru și gri). Sunt excelenți artizani, dar devin tiranici pe Jijo, până la înfrângerea lor de către rasa Urs.
- Thennanin (ab-Wortl-ab-Kosh-ab-Rosh-ab-Tothtoon-ul-Paimin-ul-Rammin-ul-Ynnin-ul-Olumimun-ul-Garthling) - specie recunoscută pentru conservatorismul ei prevăzător. După ce este aleasă ca patron de către Neo-Gorile, devine aliata Clanului Pământ.
- traeki [ab-Poa or ab-Jophur] — organism comun compus dintr-un grup de inele semi-inteligente, fiecare îndeplinind o funcție specifică. Rasă pacifistă, a fost modificată de Oallie (la cererea patronilor speciei traeki, Poa) în cuceritorii Jophur.
- Tymbrimi (absu-Caltmour-ab-Brma-ab-Krallnith-ul-Tytlal) - aliat al omenirii care posedă abilități psi.
- Urs - creaturi vag centauroide de pe o lume iscată și vulcanică, cu un dimorfism sexual pronunțat. Carnivore cu repulsie față de apă, sunt ultima specie exilată care ajunge pe Jijo înaintea omenirii și se remarcă printr-un accentuat spirit beligerant.

## Cronologie
Mai jos este prezentată cronologia evenimentelor din universul Elitelor care corespunde calendarului gregorian:
| Dată        | Eveniment |
| 1500 î.e.n. | Extincția rasei Caltmour |
| 930 e.n.    | Specia G'Kek sosește pe planeta Jijo, unde pune bazele unei colonii |
| 1300        | Rasele traekis și Glaver sosesc pe Jijo |
| 1600        | Specia Qheuen sosește pe Jijo |
| 1650        | Rasa Hoon sosește pe Jijo |
| 1900        | Specia Urs sosește pe Jijo |
| 2102        | Pământul este controla de Birocrație |
| 2132        | A doua generație de birocrați, Hegemonia, conduce Pământul |
| 2192        | Îndepărtarea regimului birocratic de pe Pământ |
| 2212        | Contactul cu Civilizația Galactică: nava pământeană Vesarius îi întâlnește pe Tymbrimi                                                                                          |
| 2213        | Specia Jophur măcelărește colonia umană de pe planeta NuDawn |
| 2244        | Pe Pământ are loc incidentul Turnul Finnila |
| 2246        | Are loc incidentul Exploratorii Soarelui oamenii posedă trei colonii extra-solare, în Cygnus                                                                                    |
| 2275        | Se înființează colonia umană de pe Jijo |
| 2489        | Nava pământeană Streaker descoperă rămășițele unei flote spațiale, ceea ce o va transforma într-un trofeu râvnit de multe clanuri fanatice specia Gubru invadează planeta Garth |